# Zoom Japon
Zoom Japon est un média indépendant mensuel français consacré à la diversité de la société japonaise, distribué gratuitement en France, en Belgique et en Suisse.
Il est fondé en juin 2010 par le journaliste et auteur Claude Leblanc au sein des Editions Ilyfunet (actuellement Ilyfunet Communication).

## Histoire
Face à l'intérêt croissant des lecteurs francophones pour le Japon, qui s'est intensifié au tournant des années 2000, Zoom Japon est lancé en juin 2010. Ce mensuel gratuit (10 numéros par an), édité par les Editions Ilyfunet à Paris, est entièrement financé par la publicité, ce qui permet sa distribution gratuite. Il bénéficie de 850 points de distribution répartis dans trois pays francophones en Europe, notamment la France ainsi qu'une partie de la Belgique et de la Suisse. Le magazine propose aussi un abonnement annuel, demandant aux abonnés de participer aux frais d'envoi.
À son lancement, il bénéficie du solide réseau de distribution mis en place par les Editions Ilyfunet pour OVNI, le journal des Japonais de Paris, créé à la suite de la première publication destinée à la communauté japonaise à Paris, « いりふね・でふね » (« Ily funet de funet ») qui avait été créée en 1974 sous la houlette du directeur artistique Seiichi Horiuchi (ja) et de Bernard Béraud, un ancien journaliste spécialiste du Japon,.

### Zoom Japan (Angleterre)
En 2012, Zoom Japan, la version anglaise de Zoom Japon, est lancée en partenariat avec aConcept ltd., une agence basée à Londres. La publication en version papier s'est poursuivie jusqu'en 2020.

### Zoom Giappone (Italie)
En 2016, grâce notamment au soutien financier du Japan National Tourism Organization (JNTO), la version italienne Zoom Giappone est lancée. Après le premier numéro, le financement du magazine est entièrement assuré par la publicité, permettant une publication périodique jusqu'en 2020.

### Zoom Japón (Espagne)
Dès janvier 2017, la version espagnole commence à paraître semestriellement, avec certaines éditions réalisées en partenariat avec une équipe locale de la librairie Aprende Japonés Hoy. Cette publication continue jusqu'en 2020, année où elle est suspendue.

### Pandémie Covid-19
En avril 2020, face à la réduction de ses recettes publicitaires liée à la crise sanitaire, Zoom Japon suspend temporairement sa version papier pour se concentrer exclusivement sur la publication numérique. Le mois suivant, en mai 2020, le magazine sollicite le soutien financier de ses lecteurs en proposant cette édition spéciale à 5 € pour célébrer son centième numéro. En dehors de ces deux numéros exceptionnels, le magazine maintient sa version papier, son rythme de publication mensuel et sa distribution gratuite, tout en réduisant néanmoins sa pagination et ses points de distribution pendant la pandémie.
Avec le redémarrage de l’activité économique après la crise du Covid-19, Zoom Japon retrouve sa production habituelle. Cependant, les versions imprimées en anglais, italien et espagnol sont toutes les trois interrompues, continuant à exister uniquement sous forme numérique.

## Ligne éditoriale
Le nombre de pages de Zoom Japon varie chaque mois, de 20 à 54 pages, influencé à la fois par le financement disponible (principalement la quantité de publicité) et par l'importance du sujet sélectionné par la rédaction. Malgré sa distribution gratuite, le magazine maintient une séparation entre les contenus informatifs et les communications publicitaires, suivant les directives de son fondateur. Un des principes fondamentaux du magazine est de refléter la diversité de la société japonaise. Ses rubriques « Actualité », « Dossier du mois », « Culture », « Gourmand » et « Voyage » permettent de remplir la mission d’information que s’est fixé le mensuel. Chaque mois, un dossier permet d’explorer un thème en lien avec l’actualité du moment au Japon. Du cinéma à la politique, en passant par les sujets de société, les mangas et animes ou le tourisme, Zoom Japon consacre entre 8 et 16 pages au dossier du mois. Une fois par an depuis 2017, le mensuel consacre l’intégralité de son numéro à l'une des 47 préfectures du Japon afin d’en montrer la richesse. L’occasion de présenter la presse locale, d’interviewer le gouverneur et de donner la parole aux acteurs de ses régions. Les préfectures de Hiroshima, Hokkaidô, Kumamoto, Niigata, Okinawa, Fukushima et Kôchi ont été mises à l’honneur en 2024.
Zoom Japon est réalisé par des journalistes et des photographes professionnels tels qu'Eric Rechsteiner et Jérémie Souteyrat. Il fait aussi appel à des auteurs spécialistes du Japon parmi lesquels Gianni Simone, Ryoko Sekiguchi, Steve John Powell, Angeles Marín Cabello, Alissa Descotes-Toyosaki, Corinne Quentin, Ritsuko Koga, Brigitte Koyama-Richard, Christian Polak, Patrick Honoré et Inuhiko Yomota.
L’une des caractéristiques de Zoom Japon est de donner la parole aux acteurs sur le terrain au Japon, qu’ils soient célèbres ou non. Depuis sa création, le mensuel publie des entretiens de personnalités de premier plan comme Jiro Taniguchi, Yoji Yamada, Inio Asano, Hirokazu Kore-Eda, Gen’ichiro Takahashi, Kengo Kuma, Mari Yamazaki, Kundo Koyama, Yoshiharu Tsuge ou Peter Barakan (en).

### Couverture des catastrophes naturelles
Zoom Japon a couvert les principales catastrophes naturelles qui ont frappé le pays depuis sa création en 2010. Il a consacré plus d'une dizaine de numéros à ces événements, en particulier le séisme de 2011 de la côte Pacifique du Tôhoku ou celui de 2024 dans la péninsule de Noto.
Un hors-série spécial de 48 pages a été publié avec le numéro de mars 2012 sur le thème « Le rôle de la presse en temps de crise majeure ». On y recensait les textes de cinq écrivains japonais éminents, Natsuki Ikezawa, Sadaaki Iwasaki, Satoshi Kamata, Chihiro Minato et Tatsuru Uchida,.

### Regard sur l’histoire japonaise
Depuis son lancement, Zoom Japon consacre également de nombreux dossiers à l’histoire du Japon afin d’éclairer ses lecteurs sur la trajectoire de ce pays. De l’attaque de Pearl Harbor (décembre 2011) à Ieyasu Tokugawa (mai 2023), en passant par la perception de l’histoire dans l’archipel (mai 2014), les relations France-Japon (novembre 2015), Yukio Mishima (novembre 2020), Eiichi Shibusawa (mai 2021), la création du Manchoukouo (mai 2022), toutes les époques sont décryptées avec des articles documentés et accompagnés de nombreux entretiens de spécialistes locaux,.

## Activités annexes

### Prix Zoom Japon
En 2012, le magazine lance les Prix Zoom Japon, les catégories roman et manga, dont la récompense était moitié pour l’auteur, moitié pour le traducteur. Présidé par Claude Leblanc, le jury composé par quatre lecteurs de Zoom Japon recrutés sur lettre de motivation, le prix visait à désigner le meilleur roman et le meilleur manga de l’année et leur traduction. La cérémonie de remise de prix se tenait au Salon du livre de Paris.
| Année | Œuvre | Œuvre                              | Auteur            | Traducteur                                              | Éditeur           |
| ----- | ----- | ---------------------------------- | ----------------- | ------------------------------------------------------- | ----------------- |
| 2012  | Roman | La Prière d’Audubon                | Kôtarô Isaka      | Corinne Atlan                                           | Philippe Picquier |
| 2012  | Manga | La Plaine du Kantô                 | Kazuo Kamikura    | Samson Sylvain                                          | Kana              |
| 2013  | Roman | Pickpocket                         | Fuminori Nakamura | Myriam Dartois-Ako                                      | Philippe Picquier |
| 2013  | Manga | Les Enfants de la mer              | Daisuke Igarashi  | Victoria-Tomoko Okada                                   | Sarbacane         |
| 2014  | Roman | L’Âme de Kôtarô contemplait la mer | Shun Medoruma     | Myriam Dartois-Ako, Véronique Perrin et Corinne Quentin | Zulma             |
| 2014  | Manga | Nobles paysans                     | Huromu Arakawa    | Fabien Vautrin & Maiko-O                                | Kurokawa          |

### Ciné-club
De 2012 à 2020, Zoom Japon organise le ciné-club Rendez-vous avec le Japon dont la vocation est de montrer le Japon à travers son cinéma. La séance est composée d’une courte présentation, de la projection du film et d’une discussion autour de la thématique du film avec un spécialiste ou le réalisateur. Plusieurs cinéastes comme Sion Sono, Kiyoshi Kurosawa, Atsushi Funahashi, Jill Coulon ou encore Hirokazu Kore-Eda sont venus présenter leur film et discuter avec le public lors de cette séance mensuelle. Le cinéma La Pagode, à Paris, a accueilli, jusqu’à sa fermeture en novembre 2015, ce rendez-vous cinématographique qui s’est ensuite délocalisé au cinéma Étoile Palace à Vichy jusqu’en 2020. Quelques séances ont également eu lieu au cinéma Le Balzac, à Paris, en 2018 et 2019.

### Expositions
Après avoir organisé sa première exposition sur le Garo à Espace Japon (Paris) en 2011, Zoom Japon présente une version élargie intitulée Expo Garo, une histoire dans l’histoire lors du Salon du livre de Paris de 2013,.
À la suite de la catastrophe du 11 mars 2011, le magazine rend hommage au quotidien local Ishinomaki Hibi Shimbun (ja) dont l'équipe rédactionnelle fait preuve d'une remarquable adaptabilité en poursuivant la diffusion d'informations vitales, notamment à travers de journaux muraux réalisés à la main et affichés dans la ville. En mars 2012, en collaboration avec le Musée national des arts asiatiques - Guimet, Zoom Japon contribue à l'organisation d'une exposition de ces journaux muraux accompagnés des photographies d’Eric Rechsteiner ainsi que d'une table ronde au Panthéon Bouddhique destinée à mettre en avant le travail du journal local d'Ishinomaki lors de la tragédie,,.
En juin 2012, le mensuel réalise l'exposition Jeunesse japonaise en ébullition 1957-1972 à Espace Japon, mettant en lumière les motivations du mouvement étudiant via les photographies de Tadao Mitome, les témoignages de Koji Wakamatsu et d'autres acteurs clés, et de divers documents inédits d'époque.

## Publications
- Claude Leblanc, Le Japon vu du train, Ilyfunet, 2012
- Claude Leblanc, Le Japon vu du train (édition revue et augmentée), Ilyfunet, 2014
- Chris Bunting, Le Japon vu des bars, Ilyfunet, 2014
- Claude Leblanc, Le Japoscope, Ilyfunet, 2017
- Claude Leblanc, Le Japon vu par Yamada Yoji, Ilyfunet, 2022